# Olympische Sommerspiele 1912/Wasserspringen – Turmspringen einfach (Männer)
Das Turmspringen der Männer (einfach) bei den Olympischen Spielen 1912 in Stockholm wurde am 6. und 11. Juli in der Bucht Djurgårdsbrunnsviken ausgetragen.

## Ergebnisse

### Vorkampf

#### Gruppe 1
| Rang | Athlet           | Nation           | Platzziffer | Punkte |
| ---- | ---------------- | ---------------- | ----------- | ------ |
| 1    | Paul Günther     | Deutsches Reich  | 8           | 36,1   |
| 2    | Torsten Eriksson | Schweden         | 11          | 35,8   |
| 3    | Tauno Ilmoniemi  | Finnland         | 13          | 35,0   |
| 4    | Alfred Johansson | Schweden         | 14          | 34,7   |
| 5    | Nils Tvedt       | Norwegen         | 25          | 31,7   |
| 6    | Elis Holmer      | Schweden         | 31          | 30,2   |
| 7    | Sigvard Andersen | Norwegen         | 32          | 28,6   |
|      | Wiktor Baranow   | Russisches Reich | DNF         | DNF    |

#### Gruppe 2
| Rang | Athlet           | Nation             | Platzziffer | Punkte |
| ---- | ---------------- | ------------------ | ----------- | ------ |
| 1    | John Jansson     | Schweden           | 5           | 38,3   |
| 2    | George Gaidzik   | Vereinigte Staaten | 13          | 36,2   |
| 3    | George Yvon      | Vereinigte Staaten | 17          | 35,2   |
| 4    | Gunnar Ekstrand  | Schweden           | 18          | 35,3   |
| 5    | Arthur McAleenan | Vereinigte Staaten | 20          | 34,9   |
| 6    | Carlo Bonfanti   | Italien            | 32          | 28,5   |
| 7    | Alfred Engelsen  | Norwegen           | 33          | 28,3   |

#### Gruppe 3
| Rang | Athlet            | Nation          | Platzziffer | Punkte |
| ---- | ----------------- | --------------- | ----------- | ------ |
| 1    | Hjalmar Johansson | Schweden        | 7           | 40,1   |
| 2    | Toivo Aro         | Finnland        | 10          | 39,4   |
| 3    | Axel Runström     | Schweden        | 15          | 38,3   |
| 4    | Ernst Brandsten   | Schweden        | 19          | 37,7   |
| 5    | Viktor Crondahl   | Schweden        | 22          | 37,0   |
| 6    | Hans Luber        | Deutsches Reich | 27          | 36,2   |
| 7    | Kurt Behrens      | Deutsches Reich | 31          | 35,1   |
| 8    | John Lyons        | Kanada          | 40          | 32,5   |
| 9    | Jens Stefenson    | Schweden        | 44          | 31,2   |

#### Gruppe 4
| Rang | Athlet           | Nation          | Platzziffer | Punkte |
| ---- | ---------------- | --------------- | ----------- | ------ |
| 1    | Erik Adlerz      | Schweden        | 5           | 39,9   |
| 2    | Oskar Wetzell    | Finnland        | 13          | 33,8   |
| 3    | Kalle Kainuvaara | Finnland        | 14          | 33,2   |
| 4    | Albert Nyman     | Finnland        | 21          | 32,0   |
| 5    | Leo Suni         | Finnland        | 22          | 32,1   |
| 6    | Albert Zürner    | Deutsches Reich | 26          | 31,7   |
| 7    | Sven Montan      | Schweden        | 31          | 30,2   |

### Finale
| Rang | Athlet            | Nation          | Platzziffer | Punkte |
| ---- | ----------------- | --------------- | ----------- | ------ |
| 1    | Erik Adlerz       | Schweden        | 7           | 40,0   |
| 2    | Hjalmar Johansson | Schweden        | 12          | 39,3   |
| 3    | John Jansson      | Schweden        | 12          | 39,1   |
| 4    | Viktor Crondahl   | Schweden        | 22          | 37,1   |
| 5    | Toivo Aro         | Finnland        | 26          | 36,3   |
| 6    | Axel Runström     | Schweden        | 26          | 36,0   |
| 7    | Ernst Brandsten   | Schweden        | 28          | 36,2   |
|      | Paul Günther      | Deutsches Reich | DNF         | DNF    |